# Grupă funcțională
În chimia organică, grupele funcționale sunt grupe specifice de atomi în cadrul moleculelor, care conferă proprietățile fizice și chimice ale acelor molecule. Aceeași grupă funcțională se va supune acelorași reacții chimice indiferent de mărimea moleculei din care face parte.

## Grupe funcționale comune
Mai jos este o listă de grupe funcționale comune. În formule, simbolurile R și R' denotă în mod normal un atom de hidrogen sau un radical alchil de orice lungime.
| Clasă chimică    | Grupă           | Formulă | Formulă structurală | Prefix       | Sufix                  | Exemplu                              |
| ---------------- | --------------- | ------- | ------------------- | ------------ | ---------------------- | ------------------------------------ |
| Halogenură acidă | Haloformil      | RCOX    | Acyl halide         | haloformil-  | halogenură -il         | Clorură de acetil                    |
| Alcool           | Hidroxil        | ROH     | Hidroxil            | hidroxo-     | -ol                    | Metanol                              |
| Aldehidă         | Aldehidă        | RCHO    | Aldehidă            | oxo-         | -al                    | Acetaldehidă (Etanal)                |
| Alcan            | Alchil          | RH      | Alchil              | alchil-      | -an                    | Metan                                |
| Alchenă          | Alchenil        | R2C=CR2 | Alchenă             | alchenil-    | -enă                   | Etenă                                |
| Alchină          | Alchinil        | RC≡CR'  | Alchină             | alchinil-    | -ină                   | Acetilenă (Etină)                    |
| Amidă            | Carboxamidă     | RCONR2  | Amidă               | carboxamido- | -amidă                 | Acetamidă (Amida acidului acetic)    |
| Amină            | Amină primară   | RNH2    | Amină primară       | amino-       | -amină                 | Metilamină                           |
| Amină            | Amină secundară | R2NH    | Amină secundară     | amino-       | -amină                 | Dimetilamină                         |
| Amină            | Amină terțiară  | R3N     | Amină terţiară      | amino-       | -amină                 | Trimetilamină                        |
| Amină            | Ion amoniu      | R4N+    | Cation amoniu       | amonio-      | -amoniu                | Colină                               |
| Acid carboxilic  | Carboxil        | RCOOH   | Acid carboxilic     | carboxi-     | acid -oic              | Acid acetic (Acid etanoic)           |
| Cianat           | Cianat          | ROCN    | Cianat              | cianato-     | alchil cianat          |                                      |
| Cianat           | Tiocianat       | RSCN    | Tiocianat           | tiocianato-  | alchil tiocianat       |                                      |
| Disulfid         | Disulfid        | RSSR'   | Disulfid            |              | alchil alchil disulfid | Cistamină (2,2'-Ditiobis(etilamină)) |
| Eter             | Eter            | ROR'    | Eter                | alcoxi-      | alchil alchil eter     | Dietil eter (Etoxietan)              |
| Ester            | Ester           | RCOOR'  | Ester               |              | alcanat de alchil      | Butirat de etil (Etil butanoat)      |
| Halogenură       | Halogen         | RX      | Grupă halogeno      | halo-        | halogenură de alchil   | Cloroetan (Clorură de etil)          |

## Exemple de alcooli
- Etanolul(C2H5OH sau CH3CH2OH) este format din radicalul etil(C2H5) și gruparea hidroxil, se obține prin fermentația alcoolică a glucozei sau a altei monozaharide(fructoză,etc.) și este prezent în băuturile alcoolice.
- Metanolul(CH3OH) este format din radicalul metil(CH3) și gruparea hidroxil, se folosește ca reactiv în chimia organică și este toxic.

## Exemple de aldehide
- Formaldehida este formată din 2 atomi de hidrogen atașați de gruparea carbonil.
- Acetaldehida este formată din radicalul metil(CH3) și hidrogen atașați de gruparea carbonil.